# Pospolite ruszenie

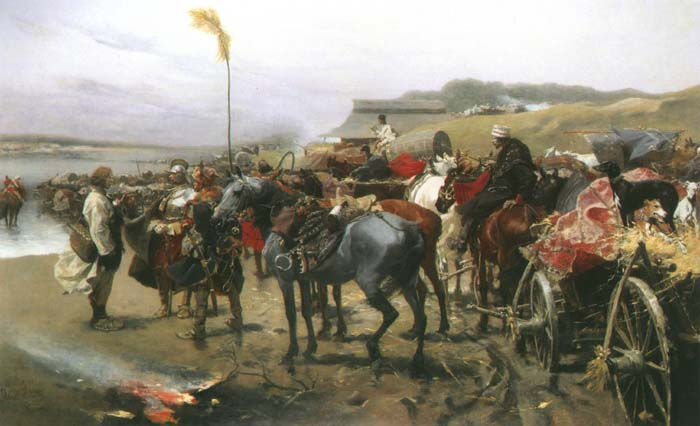
Józef Brandt, Pospolite Ruszenie en un vado, 1880

Pospolite ruszenie (pɔspɔˈlitɛ ruˈʂɛɲɛ) literalmente noble hueste, pero también conocido por los términos en latín: motio belli, en francés levée en masse o el actual movilización masiva es un nombre para la movilización de fuerzas armadas durante el periodo del Reino de Polonia y la mancomunidad polaco-lituana. 
La tradición de movilización en tiempos de guerra duró del siglo XIII al siglo XIX, hasta que las fuerzas reclutadas entre la szlachta (nobleza polaca) fueron superadas por fuerzas profesionales.

## Desarrollo
Antes del siglo XIII, la leva feudal de los caballeros era el método consuetudinariamente empleado para levantar ejércitos en el Reino de Polonia. La primera mención es del reinado de Vladislao I el breve (1320–1333). Los Estatutos de Casimiro el Grande hicieron el servicio militar obligatorio para todos los caballeros que poseyeran tierras, so pena de confiscación de sus tierras. Los caballeros más ricos proporcionaban una lanza  (llamada en Polonia cuando kopia), y los más humildes servían como caballería ligera o incluso infantería. Estaban obligados para tomar las armas para defender el país y a participar en guerras en tierras extranjeras.
Cuando los caballeros (posteriormente, szlachta) empezaron a adquirir privilegios, algunos de ellos empezaron a cambiar la manera que el pospolite ruszenie funcionaba. La longitud del servicio fue limitada a dos semanas. El Privilegio de Buda de 1355 obligó al rey a para compensar cualesquiera pérdidas incurridas por los nobles en guerras en el extranjero y el Privilegio de Koszyce de 1374 le requirió pagar el rescate de cualquier noble hecho prisionero en guerras en el extranjero. Un privilegio de 1388 extendió dicha compensación para las pérdidas incurridas cuándo defendían el país y confirmó que los nobles debían recibir un sueldo en metálico por su participación, teniendo que ser consultados por el rey por adelantado.
La primitiva pospolite ruszenie también requería el servicio militar a los caballeros que hubieran tomado los hábitos y poseyeran tierras y a los dirigentes villanos (sołtys y wójts). Los campesinos que fueran propietarios de tierras también tenían la obligación de servir en el ejército. Podía ser una movilización convocada por el rey o, en su ausencia y en grave necesidad, desde del siglo XIV por el starost del territorio afectado. Otro privilegio de 1454 (el Privilegio de Cerkwica, confirmado el mismo año por los Estatutos de Nieszawa) condicionó el llamamiento de un pospolite ruszenie al acuerdo del sejmik local (parlamento regional) y desde finales del siglo XV se requirió el acuerdo del parlamento nacional, el sejm. Algunos de los privilegios fueron impuestos a rey por la szlachta, siendo habitual que la pospolite ruszenie rechazara actuar sin que se le ampliaran los privilegios previos (por ejemplo, en 1454).
Las unidades reclutadas en una pospolite ruszenie eran normalmente organizadas según la división territorial y administrativa del Reino de Polonia (más tarde, Mancomunidad polaco-lituana), según unidades llamadas voivodatos (derivado del término 'palatinado'). Los caballeros (nobles) eran reunidos por castellanos y voivodas, que les dirigían a los puntos designados donde el mando pasaba a los comandantes militares (hetmans) o al rey. Las unidades de un mismo origen constaban de 50-120 hombres y eran llamadas chorągiew. Había algunas excepciones, siendo con el tiempo habitual que los grandes magnates formaran su propio chorągiew.

## Declive
La szlachta de las fronteras orientales y sureñas, donde el combate era común, era considerada un ejército bastante competente mientras que la procedente de regiones pacíficas de la Mancomunidad solía carecer de experiencia de combate. Con el tiempo, la pospolite ruszenie se fue volviendo cada vez más ineficiente frente a los ejércitos profesionales de la Edad Moderna. Bardach nota que este proceso puede ser visto desde la guerra de los Trece Años (1454–66). Además de la carencia de entrenamiento, disciplina y el equipamiento no estandariado, el tiempo y organización requeridos para llamar a armas un pospolite ruszenie (a menudo, cercano a un mes) era también un problema. Hubo algunos intentos de reforma, incluyendo una confiscación en masa de tierras en 1497 y la instauración de reuniones e inspecciones anuales pero sirvieron de poco para mejorar la situación.
Desde el siglo XV, la pospolite ruszenie fue usándose cada vez menos frente a las alternativas militares profesionales que conformaron la obrona potoczna. Para mediados del siglo XVI, la pospolite ruszenie podía, en teoría, reunir aproximadamente 50.000 soldados.
Durante el siglo XVII, el valor militar del pospolite ruszenie fue muy limitado y fue usada por última vez para participar en la batalla de Varsovia de 1656 durante El Diluvio (la batalla fue una derrota polaca). Pese a ello, la nobleza szlachta continuó viéndose como un ejército de élite y sosteniendo que su participación en la defensa del país era razón para su privilegiada posición en él.  Esto les permitía impuestos bajos que a su vez socavaban la capacidad del estado polaco para reclutar ejércitos profesionales.  Con su ejército reducido a alrededor 16.000 efectivos, fue fácil para sus vecinos superarle (el ejército imperial ruso contaba con 300.000; el ejército prusiano y el ejército imperial austríaco con 200.000).

## Reformas finales, particiones y la Segunda República polaca
Durante la insurrección de Kościuszko de 1794, bajo la influencia de la Ilustración y la revolución Francesa, la pospolite ruszenie fue redefinida como una movilización que se extendía más allá de la nobleza a todos los varones físicamente capaces de entre 18 y 40 años de edad. En 1806, por decreto de Napoleón, la pospolite ruszenie en el Ducado de Varsovia sirvió como la fuerza de reserva y reclutamiento para el ejército regular. Durante la Revuelta de noviembre de 1831, el Sejm (Parlamento polaco) pidió una pospolite ruszenie para los comprendidos entre las edades de 17 a 50, con la oposición del General Jan Zygmunt Skrzynecki.
Durante la Segunda República de Polonia (1918–1939), la pospolite ruszenie constó de soldados de reserva de entre 40 y 50 años de edad y oficiales de entre 50 y 60 años.  Se les requería participar en ejercicios militares y servir en las fuerzas armadas en tiempo de guerra.<